# 1 مارس
- السبت
- الأحد
- الاثنين
- الثلاثاء
- الأربعاء
- الخميس
- الجمعة

- 11 رمضان 1446  هـ
- 22 رمضان 1446  هـ
- 33 رمضان 1446  هـ
- 44 رمضان 1446  هـ
- 55 رمضان 1446  هـ
- 66 رمضان 1446  هـ
- 77 رمضان 1446  هـ
- 88 رمضان 1446  هـ
- 99 رمضان 1446  هـ
- 1010 رمضان 1446  هـ
- 1111 رمضان 1446  هـ
- 1212 رمضان 1446  هـ
- 1313 رمضان 1446  هـ
- 1414 رمضان 1446  هـ
- 1515 رمضان 1446  هـ
- 1616 رمضان 1446  هـ
- 1717 رمضان 1446  هـ
- 1818 رمضان 1446  هـ
- 1919 رمضان 1446  هـ
- 2020 رمضان 1446  هـ
- 2121 رمضان 1446  هـ
- 2222 رمضان 1446  هـ
- 2323 رمضان 1446  هـ
- 2424 رمضان 1446  هـ
- 2525 رمضان 1446  هـ
- 2626 رمضان 1446  هـ
- 2727 رمضان 1446  هـ
- 2828 رمضان 1446  هـ
- 2929 رمضان 1446  هـ
- 301 شوال 1446  هـ
- 312 شوال 1446  هـ
- 13 شوال 1446  هـ
- 24 شوال 1446  هـ
- 35 شوال 1446  هـ
- 46 شوال 1446  هـ

1 مارس أو 1 آذار أو يوم 1 \ 3 (اليوم الأول من الشهر الثالث) هو اليوم الستون (60) من السنة البسيطة، أو اليوم الحادي والستون (61) من السنوات الكبيسة وفقًا للتقويم الميلادي الغربي (الغريغوري). يبقى بعده 305 يومًا لانتهاء السنة.

## أحداث
- 1498 - فاسكو دا غاما يصل إلى موزمبيق في طريقه إلى الهند.
- 1565 - تأسيس مدينة ريو دي جانيرو والتي تعد أكبر المدن في البرازيل.
- 1811 - والي مصر محمد علي باشا يقضي على بقايا المماليك بمجزرة رهيبة عرفت بمذبحة القلعة.
- 1864 - ريبيكا لي كرومبلر تصبح أول سيدة من أصل زنجي تحصل على شهادة بالطب في الولايات المتحدة.
- 1896 - القوات الإثيوبية تهزم القوات الإيطالية الغازية هزيمة مروعة في «معركة العدوى».
- 1912 - الأمريكي ألبرت بيري يقوم بأول قفزة بالمظلة من الطائرة.
- 1919 - اندلاع الثورة في كوريا.
- 1941 - ألمانيا تحتل بلغاريا وذلك في الحرب العالمية الثانية.
- 1942 - انتهاء معركة جاوة البحرية بهزيمة القوات الأمريكية على يد القوات اليابانية، وتعد هذه الهزيمة من أكبر الهزائم التي تلقتها الولايات المتحدة في تاريخها.
- 1947 - صندوق النقد الدولي يبدأ بممارسة أعماله وذلك بعد اتفاق الدول الأعضاء في الأمم المتحدة على إنشائه.
- 1956 - تعريب الجيش الأردني وطرد غلوب باشا من الأردن وإلغاء المعاهدة الأردنية البريطانية.
- 1965 - تأسيس الفريق البريطاني السهام الحمر للاستعراض الجوي.
- 1966 - سفينة الفضاء السوفيتية «فينوس 3» تهبط على كوكب الزهرة لتكون أول سفينة فضاء تهبط على هذا الكوكب.
- 1979 - افتتاح أبراج الكويت.
- 2009 -
  - المحكمة الدولية الخاصة بلبنان تبدأ أعمالها بمقرها في مدينة لاهاي الهولندية.
  - اغتيال قائد جيش غينيا بيساو الجنرال باتيستا تاغمي ناواي في تفجير عبوة ناسفة.
- 2014 - مجلس الاتحاد الروسي يوافق على طلب الرئيس فلاديمير بوتين استخدام القوة في الأراضي الأوكرانية بعد تصاعد نسبة التوترات بشبه جزيرة القرم.
- 2023 - فوز بولا تينوبو في الانتخابات الرئاسية النيجيرية بنسبة 36.61%، على أن تبدأ فترة ولايته في 29 مايو 2023.

## مواليد
- 625 - الحسين بن علي، حفيد الرسول محمد والإمام الثالث لدى الشيعة.
- 1105 - ألفونسو السابع، ملك قشتالة.
- 1227 - عبد الرحمن العبدلياني، فقيه مسلم ومفسّر عراقي.
- 1445 - ساندرو بوتيتشيلي، رسام إيطالي.
- 1810 - فريدريك شوبان، موسيقي بولندي.
- 1812 - أغسطس ويلبي نورثمور بوجن، معماري إنجليزي.
- 1898 - تيان هان، موسيقي صيني.
- 1904 - أنطون سعادة، سياسي ومفكر لبناني ومؤسس الحزب السوري القومي الاجتماعي.
- 1906 - وجيه البارودي، طبيب وشاعر سوري.
- 1910 - أرشر مارتين، عالم كيمياء بريطاني حاصل على جائزة نوبل في الكيمياء عام 1952.
- 1919 - جواو غولار، رئيس البرازيل الرابع والعشرون.
- 1922 - إسحاق رابين، رئيس وزراء إسرائيل حاصل على جائزة نوبل للسلام عام 1994.
- 1935 - محمد باقر الصدر، مرجع شيعي عراقي ومفكر وفيلسوف إسلامي ومؤسس حزب الدعوة بالعراق.
- 1938 - حبيب العادلي، سياسي مصري.
- 1943 - خوسيه آنخل إريبار، لاعب ومدرب كرة قدم إسباني.
- 1949 - إبراهيم البنكي، ممثل بحريني.
- 1954 - رون هوارد، ممثل ومخرج أمريكي.
- 1956 - داليا غريباوسكايتي، رئيسة لتوانيا.
- 1958 - البشير عبدو، مغني وممثل مغربي.
- 1963 - توماس أنديرس، مغني وملحن ومنتج ألماني.
- 1964 - بول لوجوين، لاعب ومدرب كرة قدم فرنسي.
- 1966 - زاك سنايدر، مخرج أفلام أمريكي.
- 1967 - أرون وينتر، لاعب ومدرب كرة قدم هولندي.
- 1969 - خافيير باردم، ممثل إسباني.
- 1973 - محسن منصور، ممثل مصري.
- 1974 - كارا بوونو، ممثلة وكاتبة أمريكية.
- 1977 - هويدا يوسف، مغنية سورية.
- 1980 - جيمي تراوري، لاعب كرة قدم من مالي.
- 1984 - سنحاريب ملكي، لاعب كرة قدم سوري.
- 1987 - كشا، مغنية أمريكية.
- 1989 - كارلوس فيلا، لاعب كرة قدم مكسيكي.
- 1990 - نورس يكن، شاعر سوري.
- 1991 - درية عاشور، مخرجة تونسية.
- 1994 - جاستن بيبر، مغني كندي.

## وفيات
- 589 - ديوي، قديس وراعي ويلز.
- 1792 - ليوبولد الثاني، إمبراطور الرومانية المقدسة.
- 1911 - ياكوبس فانت هوف، عالم كيمياء هولندي حاصل على جائزة نوبل في الكيمياء عام 1901.
- 1922 - بيتشيتشي، لاعب كرة قدم إسباني.
- 1960 - فرج عمارة، عسكري وسياسي عراقي.
- 1976 - بول جيورجي، طبيب أطفال وعالم كيمياء حيوية أمريكي.
- 1979 - مصطفى البارزاني، قائد وسياسي كردي عراقي.
- 1992 - عبلة بنت الطاهر، زوجة ملك المغرب محمد الخامس.
- 1996 - فؤاد دوارة، ناقد مسرحي مصري.
- 2009 - باتيستا تاغمي ناواي، قائد جيش غينيا بيساو.
- 2010 - فلاديمير إليوشن، طيار اختباري روسي.
- 2020 - سهيل زكار، باحث ومؤرّخ ومحقـّق ومترجم سوري.
- 2021 - إعجاز دوراني، ممثل سينمائي باكستاني.

## أعياد ومناسبات
- عيد الاستقلال في البوسنة والهرسك.
- عيد العمال في أستراليا الغربية.
- عيد القديس ديوي في ويلز.
- عيد المعلم في العراق.

## وصلات خارجية
- وكالة الأنباء القطريَّة: حدث في مثل هذا اليوم.
- النيويورك تايمز: حدث في مثل هذا اليوم.
- BBC: حدث في مثل هذا اليوم.